# Franklin (ciudad)
Franklin es una ciudad ubicada en el condado de Milwaukee en el estado estadounidense de Wisconsin. En el Censo de 2010 tenía una población de 35.451 habitantes y una densidad poblacional de 394,59 personas por km².

## Geografía
Franklin se encuentra ubicada en las coordenadas 42°53′2″N 88°0′42″O / 42.88389, -88.01167. Según la Oficina del Censo de los Estados Unidos, Franklin tiene una superficie total de 89.84 km², de la cual 89.57 km² corresponden a tierra firme y (0.3%) 0.27 km² es agua.

## Demografía
Según el censo de 2010, había 35.451 personas residiendo en Franklin. La densidad de población era de 394,59 hab./km². De los 35.451 habitantes, Franklin estaba compuesto por el 87.07% blancos, el 4.89% eran afroamericanos, el 0.36% eran amerindios, el 5.39% eran asiáticos, el 0.02% eran isleños del Pacífico, el 0.75% eran de otras razas y el 1.53% pertenecían a dos o más razas. Del total de la población el 4.49% eran hispanos o latinos de cualquier raza.